# Copa d'Àsia de futbol
La Copa d'Àsia és el campionat de seleccions nacionals de futbol organitzat per l'AFC, la confederació d'equips del continent asiàtic. En ella participen els països asiàtics adherits a aquesta associació. És el segon campionat continental de futbol més antic del món després de la Copa Amèrica. L'equip guanyador es converteix en el campió d'Àsia i fins al 2015 es classifica per a la Copa Confederacions de la FIFA.
Des del 1956 a Hong Kong la copa s'ha realitzat cada 4 anys fins al torneig de 2004 a la Xina. Tanmateix, com que els Jocs Olímpics d'estiu i el Campionat d'Europa de futbol també estaven programats el mateix any que la Copa Asiàtica, l'AFC va decidir traslladar el seu campionat a un cicle menys concorregut. Després de 2004, el torneig es va celebrar el 2007. Israel va guanyar el 1964, però després va ser expulsada i des d'aleshores s'ha incorporat a la UEFA. Austràlia es va unir a la confederació asiàtica el 2007 i va acollir la final de la Copa Asiàtica el 2015, guanyant la competició a la final contra Corea del Sud. A partir del torneig de 2019, el nombre d'equips es va ampliar de 16 a 24 equips, i el procés de classificació es va duplicar com a part de la classificació per a la Copa del Món de la FIFA.

## Format
Des de 1972, el torneig final es juga en dues fases: una fase de grups i una fase eliminatòria. Des del 2019, el torneig final de la Copa d'Àsia ha estat disputat per 24 equips, després d'haver-se ampliat del format de 16 equips que es va utilitzar del 2004 al 2015.[27][28] Cada equip juga tres partits en un grup de quatre, amb els guanyadors i subcampions de cada grup que passen a la fase eliminatòria juntament amb els quatre millors tercers classificats. En la fase eliminatòria, els setze equips competeixen en un torneig d'eliminació simple, començant pels vuitens de final i acabant amb el partit final del torneig.
Equips participants per edició:
| Any         | Nombre d'equips |
| ----------- | --------------- |
| 1956 a 1964 | 4               |
| 1968        | 5               |
| 1972 a 1976 | 6               |
| 1980 a 1988 | 10              |
| 1992        | 8               |
| 1996 a 2000 | 12              |
| 2004 a 2015 | 16              |
| Des de 2019 | 24              |

## Resultats
Font:
| Any          | Seu                                     |                  | Campió             | Final Resultat        | Segon lloc                 |                            | Tercer lloc                | Resultat | Quart lloc |
| 1956 Detalls | Hong Kong                               | · Corea del Sud  | lligueta           | · Israel              | · Hong Kong                | lligueta                   | · Vietnam del Sud          |          |            |
| 1960 Detalls | Corea del Sud                           | · Corea del Sud  | lligueta           | · Israel              | · República de la Xina     | lligueta                   | · Vietnam del Sud          |          |            |
| 1964 Detalls | Israel                                  | · Israel         | lligueta           | · Índia               | · Corea del Sud            | lligueta                   | · Hong Kong                |          |            |
| 1968 Detalls | Iran                                    | · Iran           | lligueta           | · Birmània            | · Israel                   | lligueta                   | · República de la Xina     |          |            |
| 1972 Detalls | Tailàndia                               | · Iran           | 2-1 (prò.)         | · Corea del Sud       | · Tailàndia                | 2-2 (prò.) (5-3 p)         | · Cambodja                 |          |            |
| 1976 Detalls | Iran                                    | · Iran           | 1-0                | · Kuwait              | · Xina                     | 1-0                        | · Iraq                     |          |            |
| 1980 Detalls | Kuwait                                  | · Kuwait         | 3-0                | · Corea del Sud       | · Iran                     | 3-0                        | · Corea del Nord           |          |            |
| 1984 Detalls | Singapur                                | · Aràbia Saudita | 2-0                | · Xina                | · Kuwait                   | 1-1 (prò.) (5-3 p)         | · Iran                     |          |            |
| 1988 Detalls | Qatar                                   | · Aràbia Saudita | 0-0 (prò.) (4-3 p) | · Corea del Sud       | · Iran                     | 0-0 (prò.) (3-0 p)         | · Xina                     |          |            |
| 1992 Detalls | Japó                                    | · Japó           | 1-0                | · Aràbia Saudita      | · Xina                     | 1-1 (prò.) (4-3 p)         | · Emirats Àrabs Units      |          |            |
| 1996 Detalls | Emirats Àrabs Units                     | · Aràbia Saudita | 0-0 (prò.) (4-2 p) | · Emirats Àrabs Units | · Iran                     | 1-1 (prò.) (3-2 p)         | · Kuwait                   |          |            |
| 2000 Detalls | Líban                                   | · Japó           | 1-0                | · Aràbia Saudita      | · Corea del Sud            | 1-0                        | · Xina                     |          |            |
| 2004 Detalls | Xina                                    | · Japó           | 3-1                | · Xina                | · Iran                     | 4-2                        | · Bahrain                  |          |            |
| 2007 Detalls | Indonèsia, Malàisia, Tailàndia, Vietnam | · Iraq           | 1-0                | · Aràbia Saudita      | · Corea del Sud            | 0-0 (prò.) (6-5 p)         | · Japó                     |          |            |
| 2011 Detalls | Qatar                                   | · Japó           | 1-0 (prò.)         | · Austràlia           | · Corea del Sud            | 3-2                        | · Uzbekistan               |          |            |
| 2015 Detalls | Austràlia                               | · Austràlia      | 2-1 (prò.)         | · Corea del Sud       | · Emirats Àrabs Units      | 3-2                        | · Iraq                     |          |            |
| 2019 Detalls | Emirats Àrabs Units                     | · Qatar          | 3-1                | · Japó                | Iran i Emirats Àrabs Units | Iran i Emirats Àrabs Units | Iran i Emirats Àrabs Units |          |            |
| 2023 Detalls | Qatar                                   | · Qatar          | 3-1                | · Jordània            | Iran i Corea del Sud       | Iran i Corea del Sud       | Iran i Corea del Sud       |          |            |
| 2027 Detalls | Aràbia Saudita                          |                  |                    |                       |                            |                            |                            |          |            |

1. 1 2 3 4 5 6 7 8  Els anys 1956, 1960, 1964 i 1968 es va disputar el torneig en un sistema de lligueta.

## Palmarès de la Copa d'Àsia

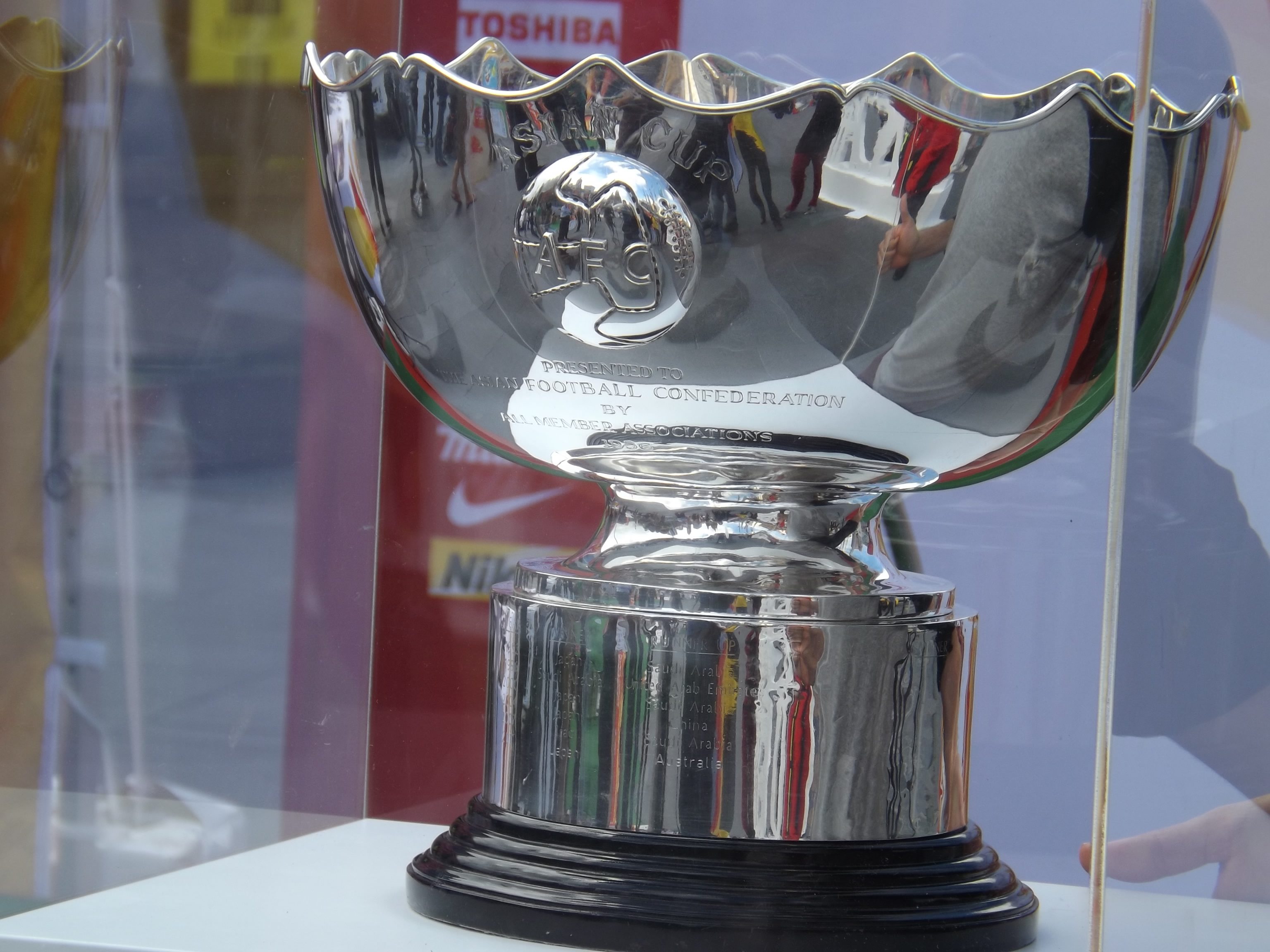
Trofeu original de la competició, de 1956 a 2015.

| Selecció        | Títols                     | Subcampió                  | Finals                       | 3r lloc                    | 4t lloc        | Semi-finals          |
| --------------- | -------------------------- | -------------------------- | ---------------------------- | -------------------------- | -------------- | -------------------- |
| Japó            | 4 (1992, 2000, 2004, 2011) | -                          | 4                            | -                          | 1 (2007)       | 5                    |
| Aràbia Saudita  | 3 (1984, 1988, 1996)       | 3 (1992, 2000, 2007)       | 6                            | -                          | -              | 6                    |
| Corea del Sud   | 2 (1956, 1960)             | 4 (1972, 1980, 1988, 2015) | 4 (lliguetes en 1956 i 1960) | 4 (1964, 2000, 2007, 2011) | -              | 9 (lligueta en 1964) |
| Iran            | 3 (1968, 1972, 1976)       | -                          | 2 (lligueta en 1968)         | -                          | -              | 3                    |
| Qatar           | 2 (2019, 2023)             | -                          | 2                            | -                          | -              | -                    |
| Israel          | 1 (1964)                   | 2 (1956, 1960)             | - (lliguetes)                | 1 (1968)                   | -              | - (lligueta)         |
| Kuwait          | 1 (1980)                   | 1 (1976)                   | 2                            | 1 (1984)                   | 1 (1996)       | 4                    |
| Austràlia       | 1 (2015)                   | 1 (1968)                   | 2                            | -                          | -              | 2                    |
| Iraq            | 1 (2007)                   | -                          | 1                            | -                          | 2 (1976, 2015) | 3                    |
| Xina            | -                          | 2 (1984, 2004)             | 2                            | 2 (1976, 1992)             | 2 (1988, 2000) | 6                    |
| Emirats Àrabs   | -                          | 1 (1996)                   | 1                            | 1 (2015)                   | 1 (1992)       | 3                    |
| Jordania        | -                          | 1 (2023)                   | -                            | -                          | -              | -                    |
| Índia           | -                          | 1 (1964)                   | - (lligueta)                 | -                          | -              | -                    |
| Birmània        | -                          | 1 (1968)                   | - (lligueta)                 | -                          | -              | -                    |
| Hong Kong       | -                          | -                          | -                            | 1 (1956)                   | 1 (1964)       | - (lliguetes)        |
| Taiwan          | -                          | -                          | -                            | 1 (1960)                   | 1 (1968)       | - (lliguetes)        |
| Tailàndia       | -                          | -                          | -                            | 1 (1972)                   | -              | 1                    |
| Vietnam del Sud | -                          | -                          | -                            | -                          | 2 (1956, 1960) | - (lliguetes)        |
| Cambodja        | -                          | -                          | -                            | -                          | 1 (1972)       | 1                    |
| Corea del Nord  | -                          | -                          | -                            | -                          | 1 (1980)       | 1                    |
| Bahrain         | -                          | -                          | -                            | -                          | 1 (1980)       | 1                    |
| Uzbekistan      | -                          | -                          | -                            | -                          | 1 (2011)       | 1                    |

## Altres premis

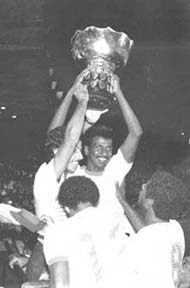
Majed Abdullah a la Copa d'Àsia de 1984.

| Any  | Màxim Golejador                                     | Gols | Millor Jugador    | Joc Net        |
| ---- | --------------------------------------------------- | ---- | ----------------- | -------------- |
| 1956 | Nahum Stelmach                                      | 4    |                   |                |
| 1960 | Cho Yoon-Ok                                         | 4    |                   |                |
| 1964 | Mordechai Spiegler                                  | 2    |                   |                |
| 1968 | Homayoun Behzadi Giora Spiegel Moshe Romano         | 4    |                   |                |
| 1972 | Park Ee-Chon                                        | 6    |                   |                |
| 1976 | Nasser Nouraei Gholam Hossein Mazloomi Fatehi Kamil | 3    |                   |                |
| 1980 | Behtash Fariba Choi Soon-Ho                         | 7    |                   |                |
| 1984 | Jia Xiuquan Nasser Mohammadkhani Shahrokh Baiani    | 3    | Jia Xiuquan       |                |
| 1988 | Lee Tae-Ho                                          | 3    | Kim Joo-Sung      |                |
| 1992 | Fahad Al-Bishi                                      | 3    | Kazuyoshi Miura   |                |
| 1996 | Ali Daei                                            | 8    | Khodadad Azizi    | Iran           |
| 2000 | Lee Dong-Gook                                       | 6    | Hiroshi Nanami    | Aràbia Saudita |
| 2004 | A'ala Hubail Ali Karimi                             | 5    | Shunsuke Nakamura | Xina           |
| 2007 | Younis Mahmoud Naohiro Takahara Yasser Al-Qahtani   | 4    | Younis Mahmoud    | Japó           |
| 2011 | Koo Ja-Cheol                                        | 5    | Keisuke Honda     | Corea del Sud  |
| 2015 | Ali Mabkhout                                        | 5    | Massimo Luongo    | Austràlia      |
| 2019 | Almoez Ali                                          | 9    | Almoez Ali        | Japó           |
| 2023 | Akram Afif                                          | 8    | Akram Afif        | Qatar          |